# René Fengyep
René Fengyep est un homme d'affaires et politique camerounais. Il est chef de la communauté Bazou et chef de la communauté Ndé du Moungo.
Il est le propriétaire de l'hôtel Fere à Nkongsamba. Ancien membre du RDPC, il rejoint le MRC le 17 Janvier 2019.

## Biographie

### Enfance et débuts
René Fengyep est une personnalité connue, homme d'affaires et élite de la ville de Nkongsamba. Le 27 novembre 2010, il est fait notable Bamiléké et installé comme chef des communautés Bazou et du département Ndé installées dans la ville et le département du Mungo. Il a bâti sa fortune et réputation dans l'action publique dans cette ville.

### Carrière

#### Homme d'affaires
René Fengyep est propriétaire de Fere Hôtel à Nkongsamba depuis 1986 et d'autres entreprises dans la même ville,.
En 2003, sa famille poursuit la Société Générale des Banques au Cameroun devant les tribunaux.

#### Homme politique
Il est membre du RDPC jusqu'en 2019.
En 2013, il est membre des commissions électorales de section du Moungo. En août 2020, il est nommé membre d comité des sages du MRC.  Il est candidat au poste de maire de la commune de Nkongsamba.

## Distinctions
- Mbeuh Sa'a Gong : Titre de notabilité Bamiléké décernée au récipiendaire en hommage à son œuvre de bâtisseur[8].